# عين الخندق

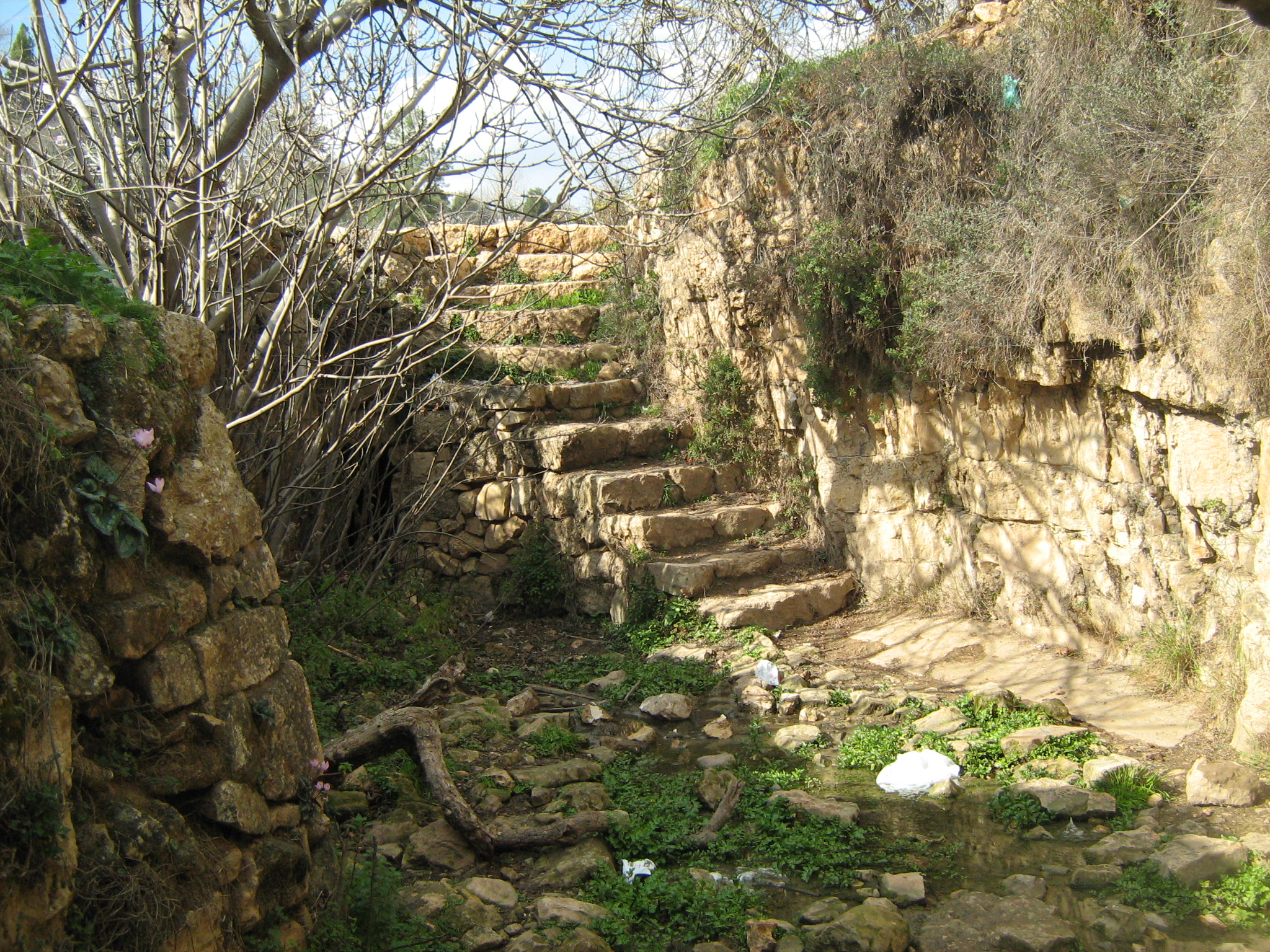
السلالم النزول إلى حمام السباحة

عين الخندق هو ينبوع في بلدة عين كارم تابعه اداريا للقدس,في جبال القدس
الينبوع يتأصل من مجموعة عيون مياه على خط الينابيع اللتي يصل طولها إلى الإثنين كيلو متر
وتتدفق مياهه بين الصخور في نظام عيون مياه إلى كثير من الينابيع المتصله في بعضها تروي شبكة سقي واسعة في وادي يوسف شرق حجر الياقوت

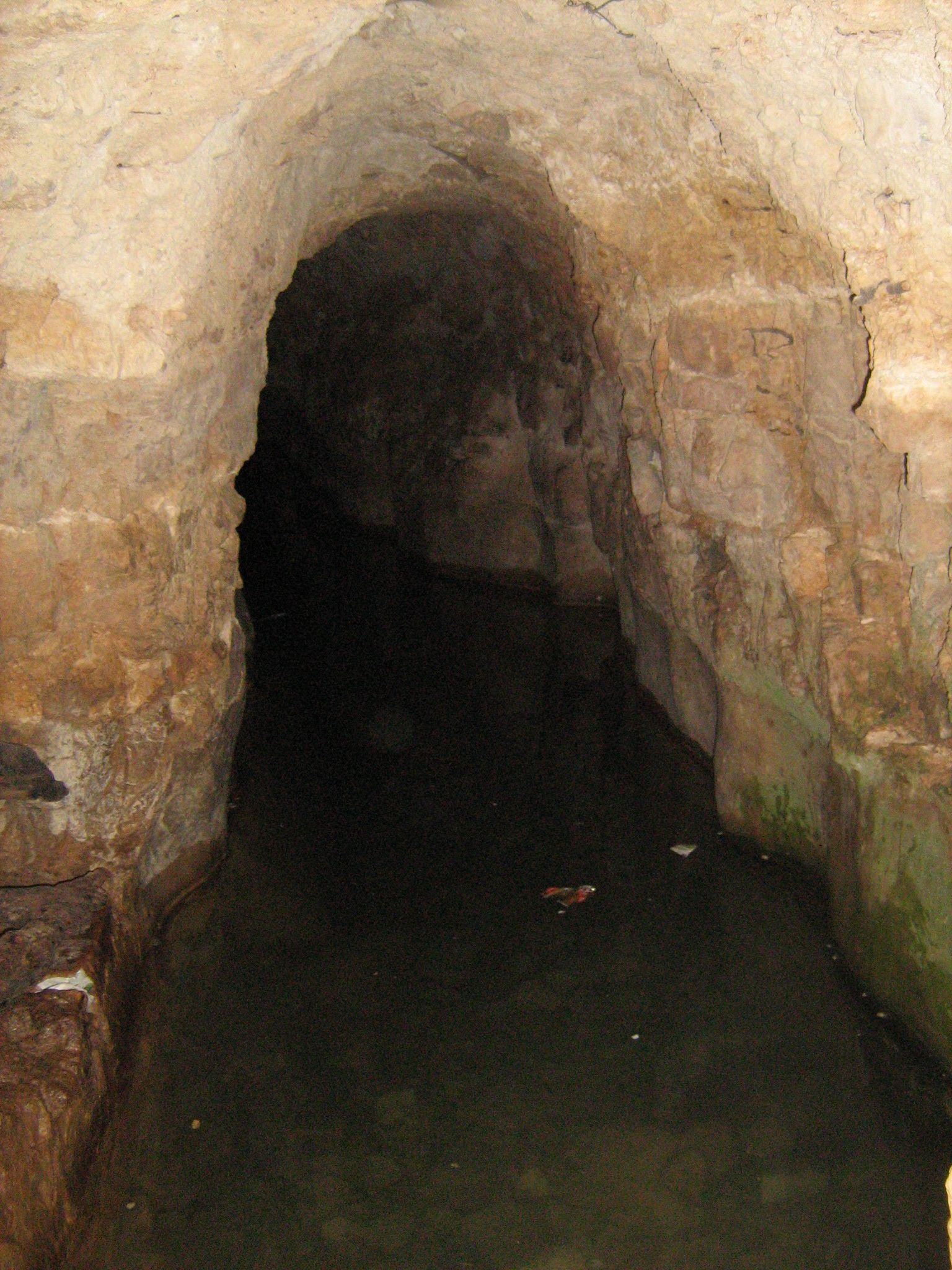
صورة لمدخل عين الخندق

عين الخندق يعد منبع الموصل لطريق القدس يبلغ طوله خمسين مترًا ويزيد عمق المياه الجارية فيها مايقارب المتر، موجود على ارتفاع 580 من فوق سطح البحر